# Lithosia pallida
Lithosia pallida là một loài bướm đêm thuộc phân họ Arctiinae, họ Erebidae.